# Нога в двери
Нога в двери (англ. The foot-in-the-door) — психологический феномен, который показывает закономерность между выполнением человеком изначально незначительной просьбы, а затем вынужденным исполнением других более обременительных требований.
Использование этого феномена в практических целях часто называют методом «нога в двери», другое его название — метод постепенного усиления просьб. Феномен был подтверждён серией экспериментов, проведенных психологами Джонатаном Фридманом и С. Фрейзером в 1966 году. В настоящее время этот феномен относится к классическим в истории психологии. Феномен часто используют в сфере торговли, управления и обслуживания, также следует отметить, что применение феномена провоцирует людей на проявление альтруизма.

## Эксперимент Фридмана и Фрейзера
В эксперименте приняло участие 156 домохозяек, отобранных в случайном порядке из телефонного справочника. Домохозяйки должны были согласиться на «большую просьбу» — впустить в свой дом на два часа 5 или 6 мужчин, которым должна быть предоставлена полная свобода передвижений в доме, им должно быть разрешено заглянуть в кладовые и буфеты с целью последующей классификации предметов домашнего обихода.
Джонатаном Фридманом и Скоттом Фрейзером было сформулировано четыре экспериментальных условия (распределение испытуемых по условиям было осуществлено случайным образом):
1. Испытуемую сначала просили ответить на несколько вопросов по телефону о моющих средствах, которыми она пользуется, и эти вопросы затем действительно задавались (условие «Выполнение»), через три дня к ней также по телефону обращались с «большой просьбой»;
2. «Большую просьбу» озвучивали после идентичного контакта, но в этом случае сами вопросы заданы не были (условие «Только согласие»);
3. «Большую просьбу» озвучивали после первичного контакта по телефону, в котором не звучало никаких просьб (условие «Знакомство»);
4. Испытуемую просили выполнить только «большую просьбу», без осуществления предварительного контакта с ней (условие «Единственный контакт»).

Предполагалось, что в условии «Выполнение» «большую просьбу» выполнит большее количество испытуемых, чем в условии «Единственный контакт». Результаты эксперимента подтвердили гипотезу. Более 50 % испытуемых в условии «Выполнение» согласились с «большей просьбой», тогда как в условии «Единственный контакт» — менее 25 %.
Никто из тех испытуемых, которые отказались выполнить первую просьбу, впоследствии не согласился выполнить «большую просьбу».
Эксперимент свидетельствует, что выполнение даже маленькой уступки действительно повышает последующую уступчивость человека.

## Альтруизм как результат намеренного применения феномена «нога в двери»
В 1974 году Патрицией Плинер и её сотрудниками был проведён эксперимент среди жителей пригорода Торонто. К людям обращались с просьбой пожертвовать деньги в общество борьбы с онкологическими заболеваниями. Только 46 % людей согласились оказать помощь. Тем не менее если до этой большой просьбы люди соглашались выполнить незначительную просьбу (поносить значок, рекламирующий данную кампанию), то процент согласившихся пожертвовать деньги возрастал почти в два раза.

## Заманивание людей в секты
Один из вербовщиков — Джим Джонс — так рассказывал о своих успехах: он обращался к прохожим с просьбой потратить только лишь пять минут для того, чтобы заклеить и отправить несколько конвертов. После этого люди готовы были к новым заданиям. Первоначально пожертвования в секте носили добровольный характер, затем пожертвования стали обязательными и сумма постепенно увеличивалась, пока люди не отдавали всё, что они имели.